# Rinconèl·lides
Els rinconèl·lides (Rhynchonellida) són un ordre de braquiòpodes articulats.

## Classificació
Aquesta classificació està basada en els gèneres segons Kazlev i Emig.
Subgrups que encara viuen
- Superfamília Pugnacoidea
  - Família Basiliolidae
    - Subfamília Acanthobasiliolinae
      - Acanthobasiliola

    - Subfamília Basiliolinae
      - Basiliola
      - Basiliolella
      - Eohemithiris
      - Rhytirhynchia

    - Subfamília incerta
      - Striarina
- Superfamília Dimerelloidea
  - Família Cryptoporidae
    -       - Aulites
      - Cryptopora
- Superfamília Norelloidea
  - Família Frieleiidae
    - Subfamília Freileiinae
      - Frieleia
      - Compsothyris
      - Grammetaria
      - Sphenarina

    - Subfamília Hispanirhynchiinae
      - Abyssorhynchia
      - Hispanirhynchia
      - Manithyris
      - Parasphenarina

    - Subfamília Neorhynchiinae
      - Neorhynchia

  - Família Tethyrhynchiidae
    -       - Tethyrhynchia
- Superfamília Hemithiridoidea
  - Família Hemithyrididae
    -       - Hemithiris
      - Pemphixina

  - Família Notosariidae
    -       - Notosaria

Subgrups extints
- Superfamília Ancistrorhynchoidea
- Superfamília Rhynchotrematoidea
- Superfamília Uncinuloidea
- Superfamília Camarotoechioidea
- Superfamília Rhynchotetradoidea
- Superfamília Lambdarinoidea
- Superfamília Wellerelloidea
- Superfamília Rhynchoporoidea
- Superfamília Stenoscismatoidea